# Stadtbefestigung Koblenz

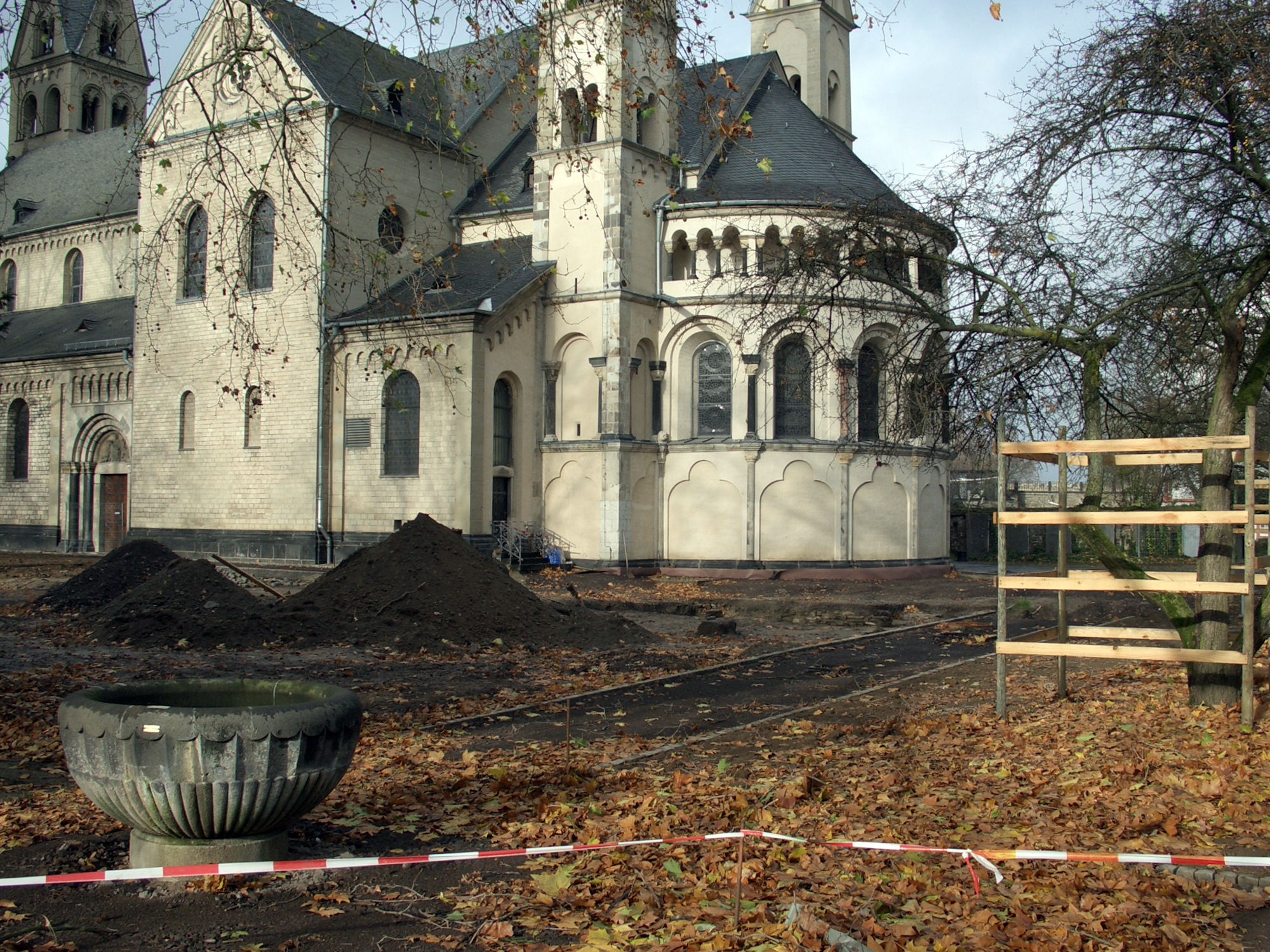
Fundort des römischen Kastells aus der Zeit des Kaisers Augustus an der Kastorkirche 2008

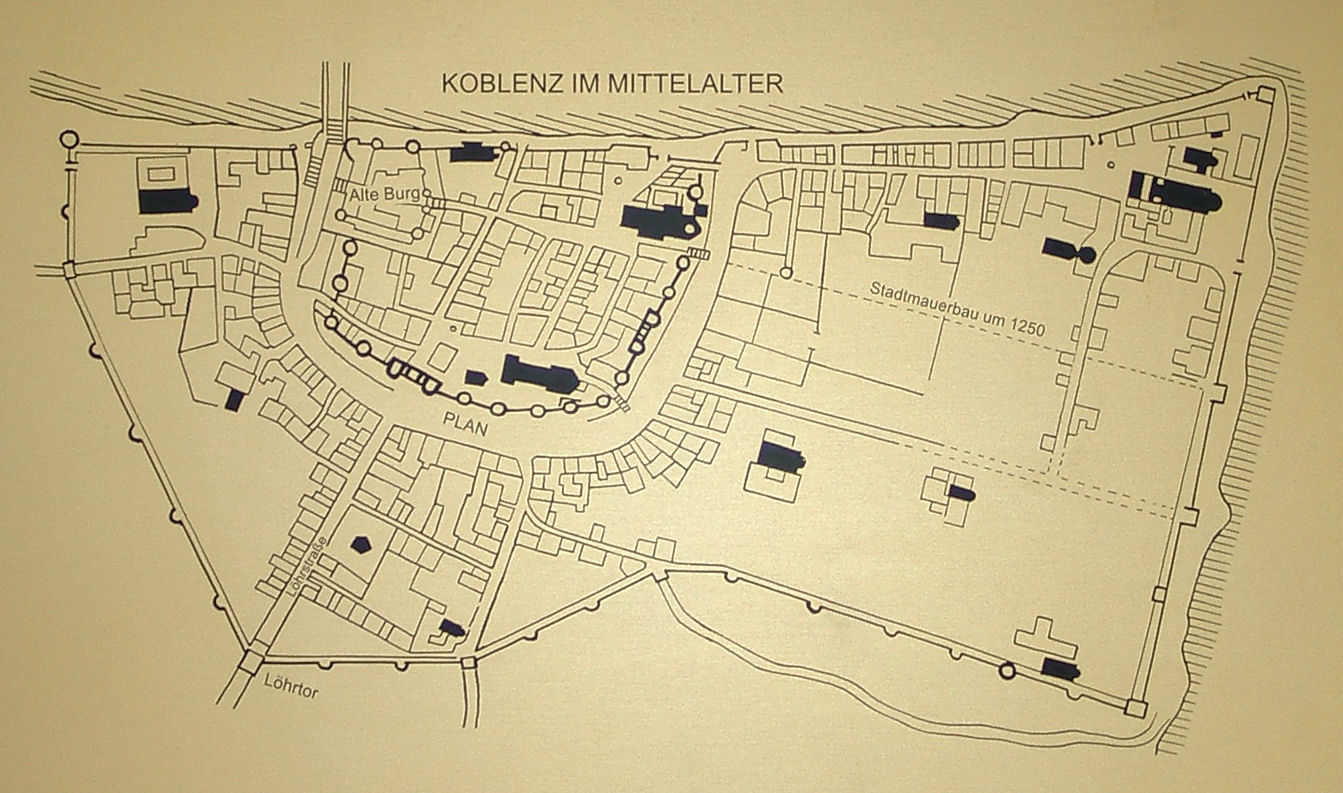
Karte der römischen und mittelalterlichen Stadtmauer von Koblenz

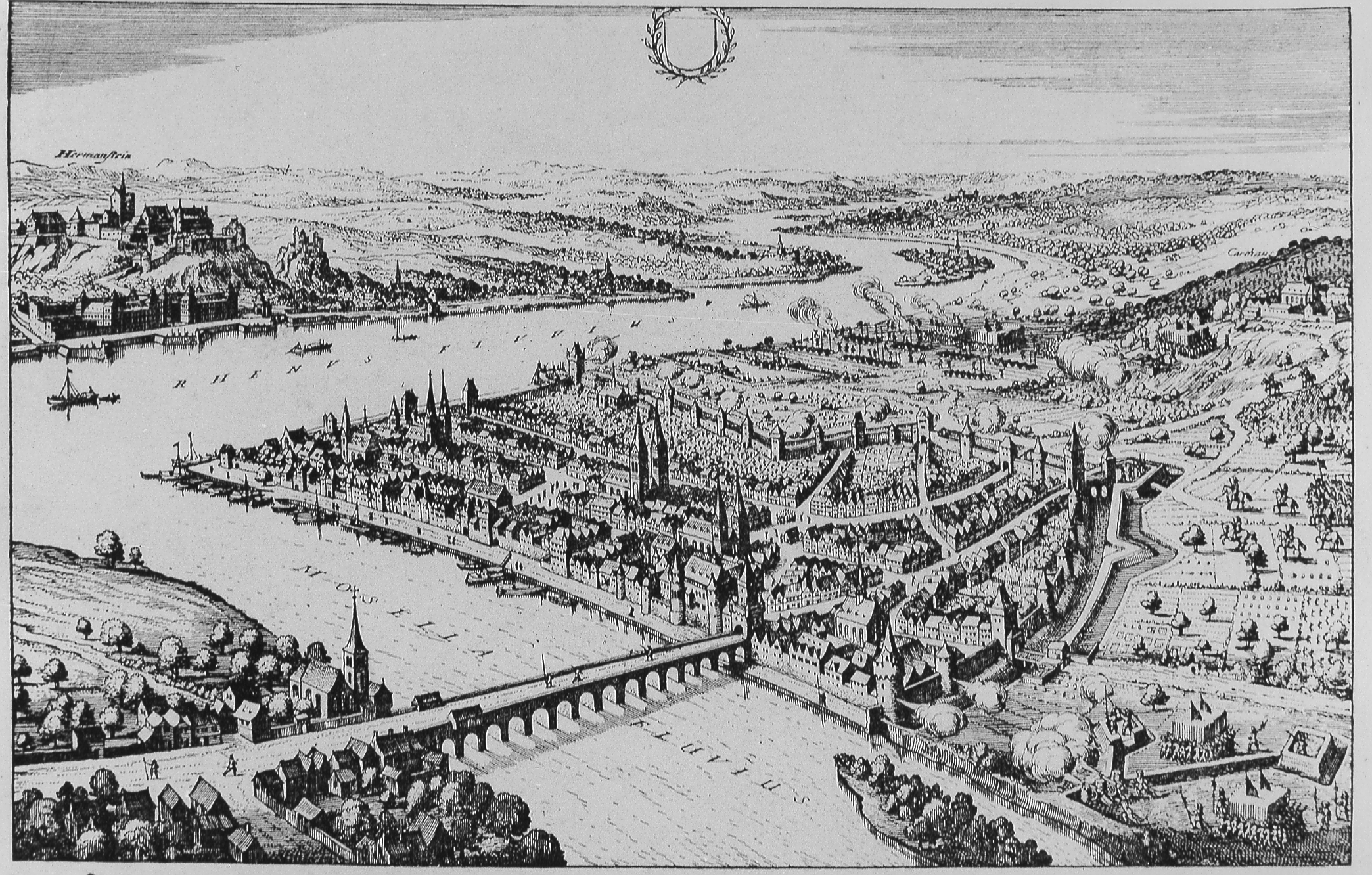
Stadtbefestigung von Koblenz 1632 – Kupferstich der Belagerung durch schwedische Truppen im Dreißigjährigen Krieg von 1632

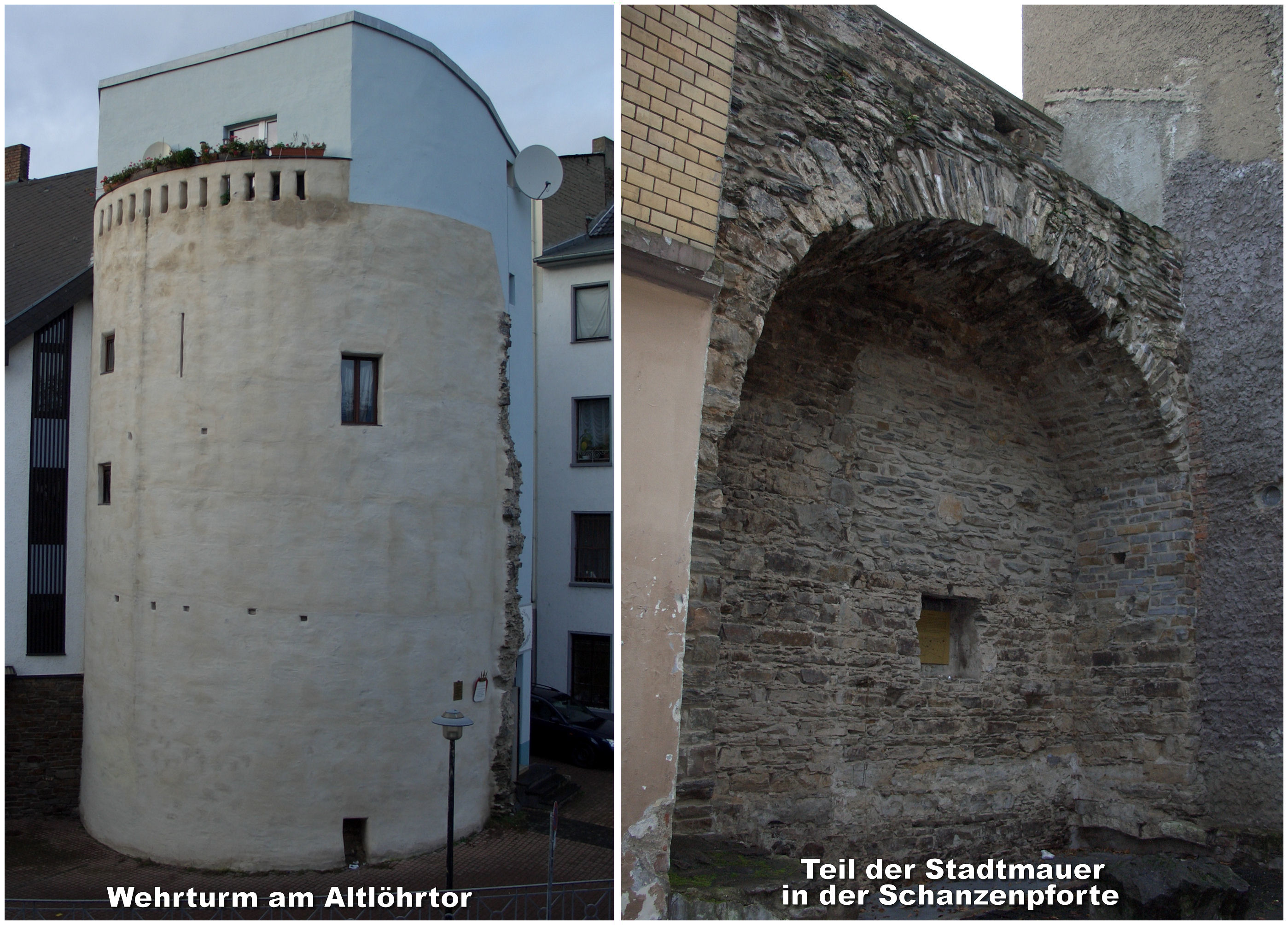
Reste eines Wehrturms und Teil der mittelalterlichen Stadtmauer in Koblenz

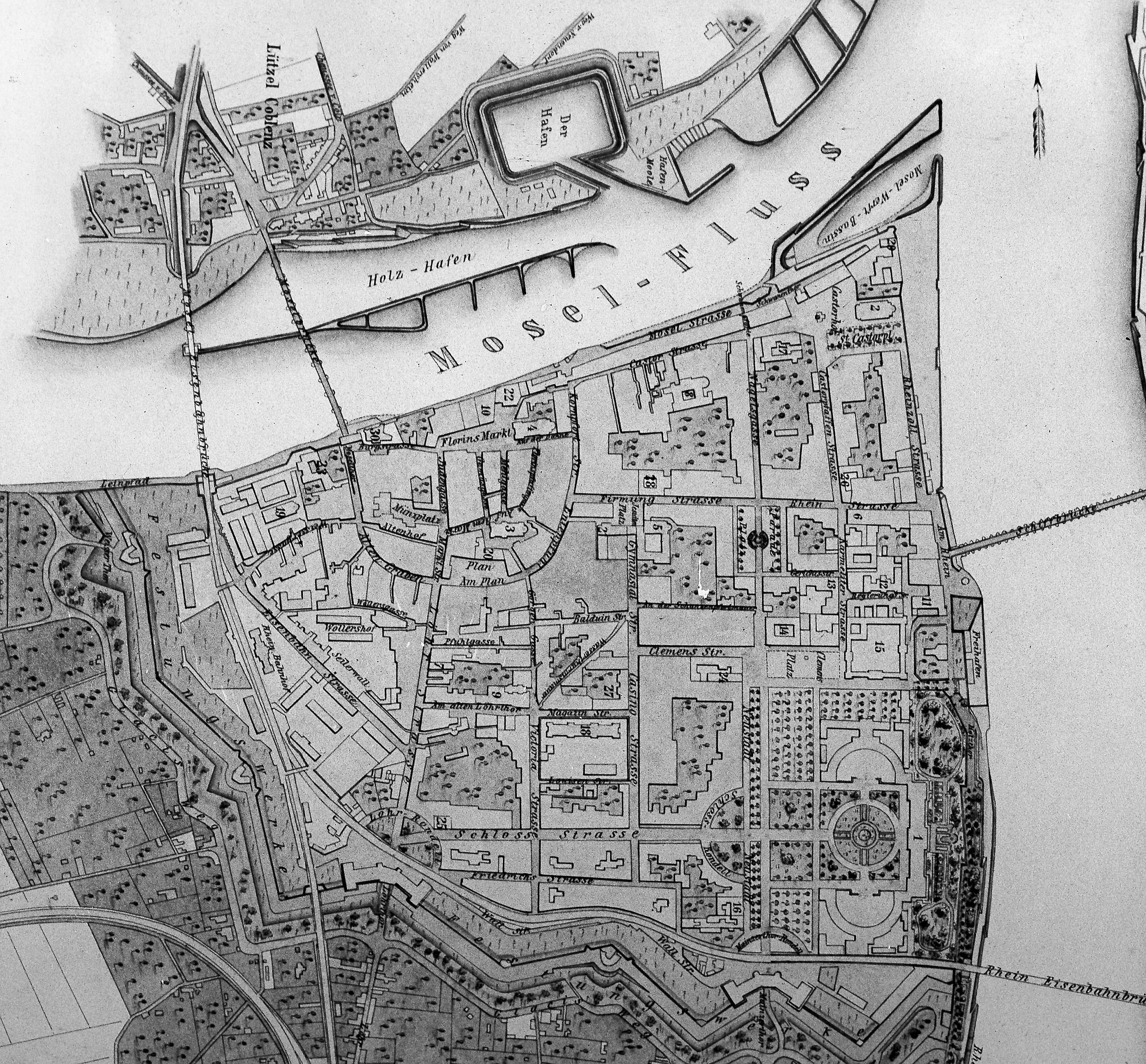
Karte von Koblenz mit preußischer Stadtbefestigung 1888

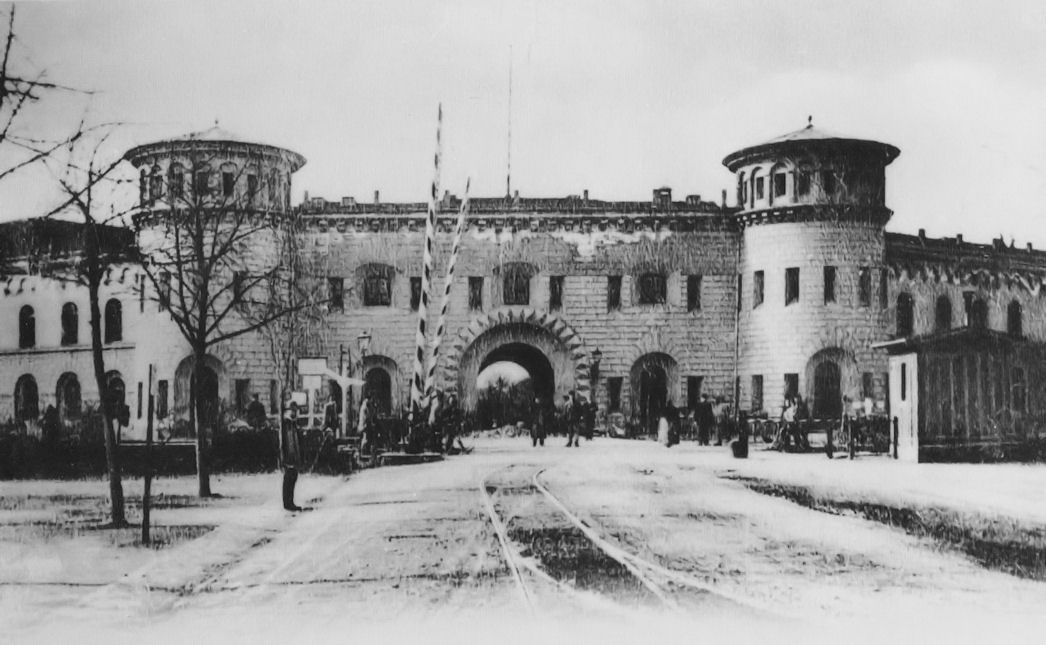
Das „Mainzer Tor“ der preußischen Stadtbefestigung um 1880

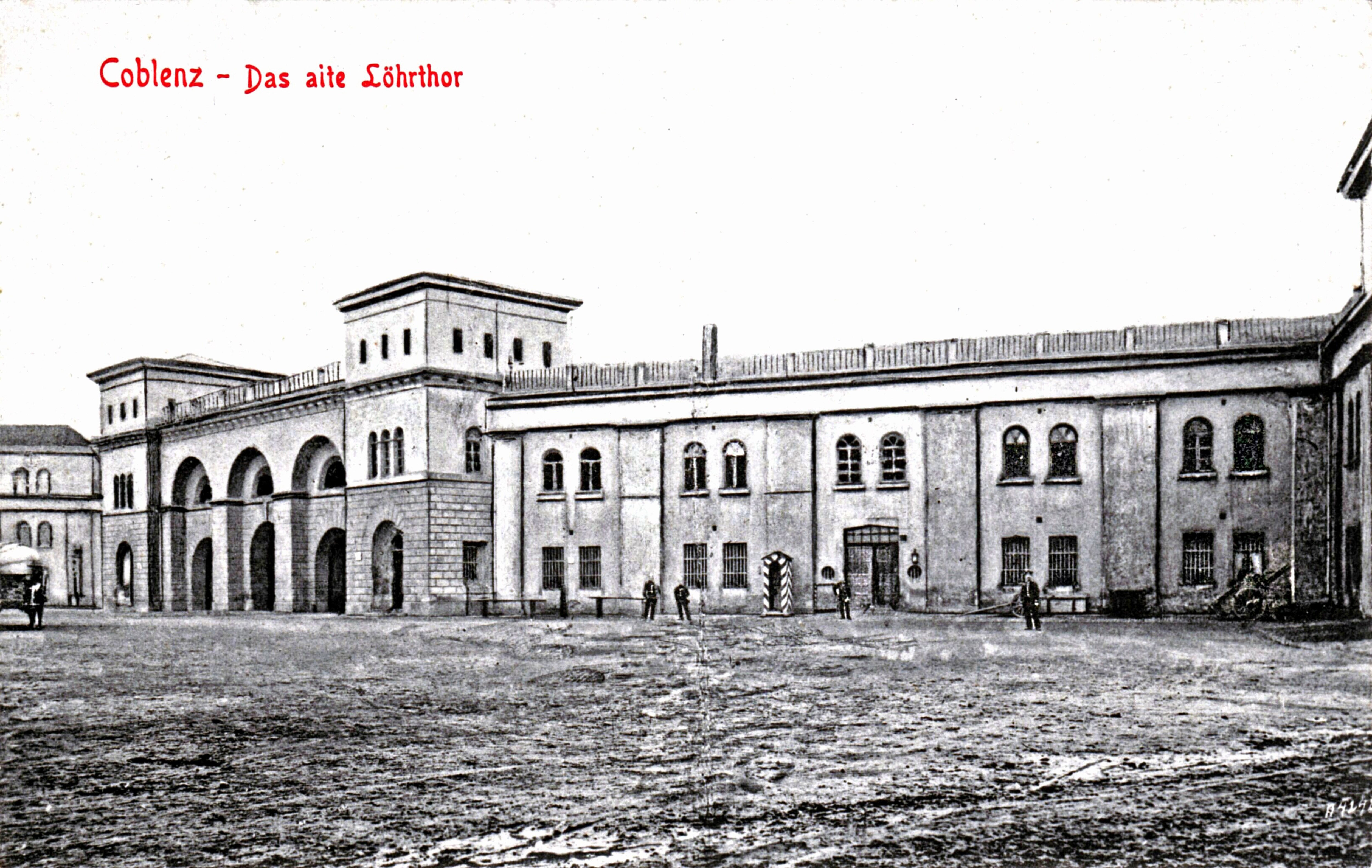
Das Löhrtor um 1880

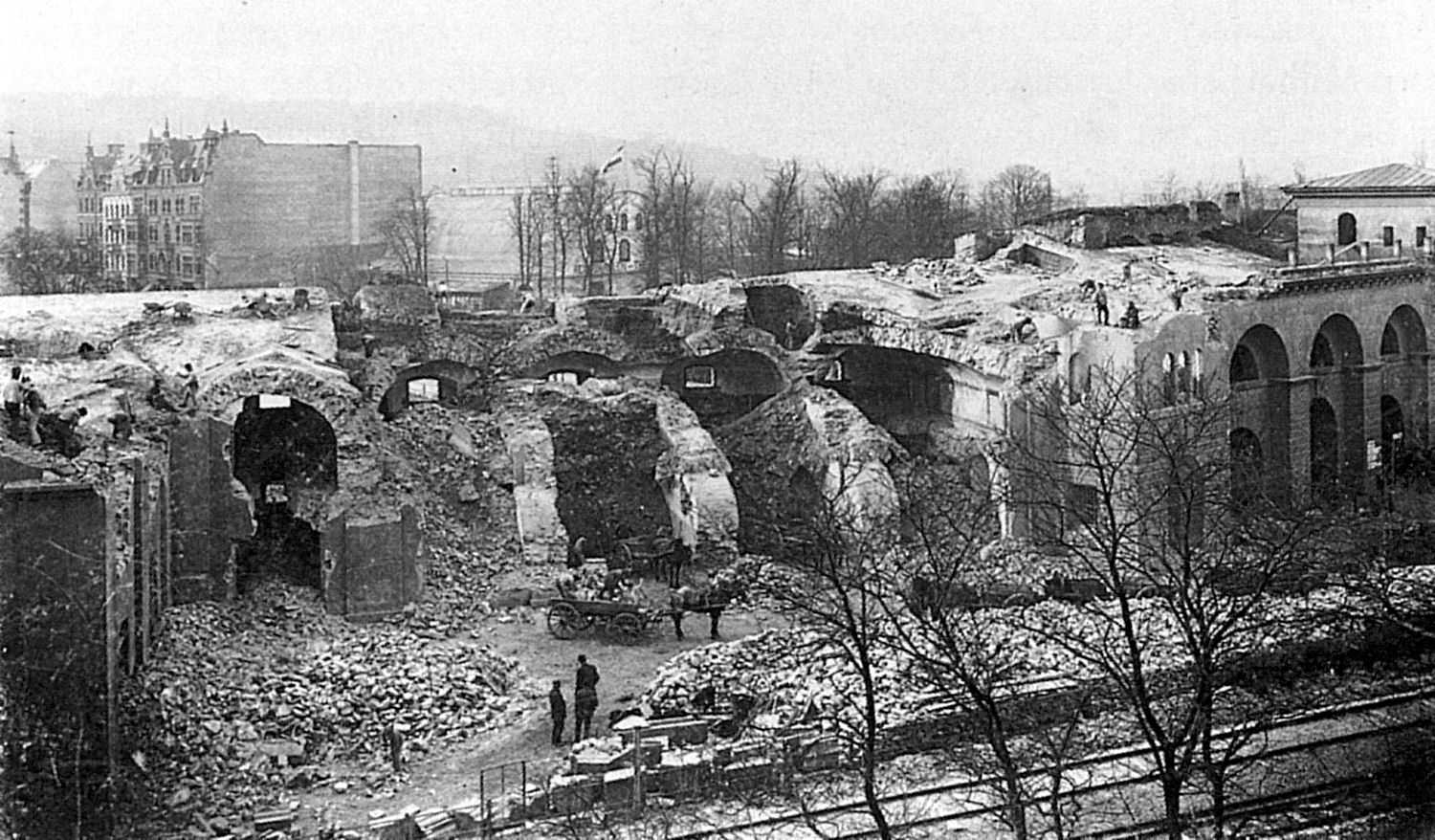
Abbruch des Löhrtors 1899

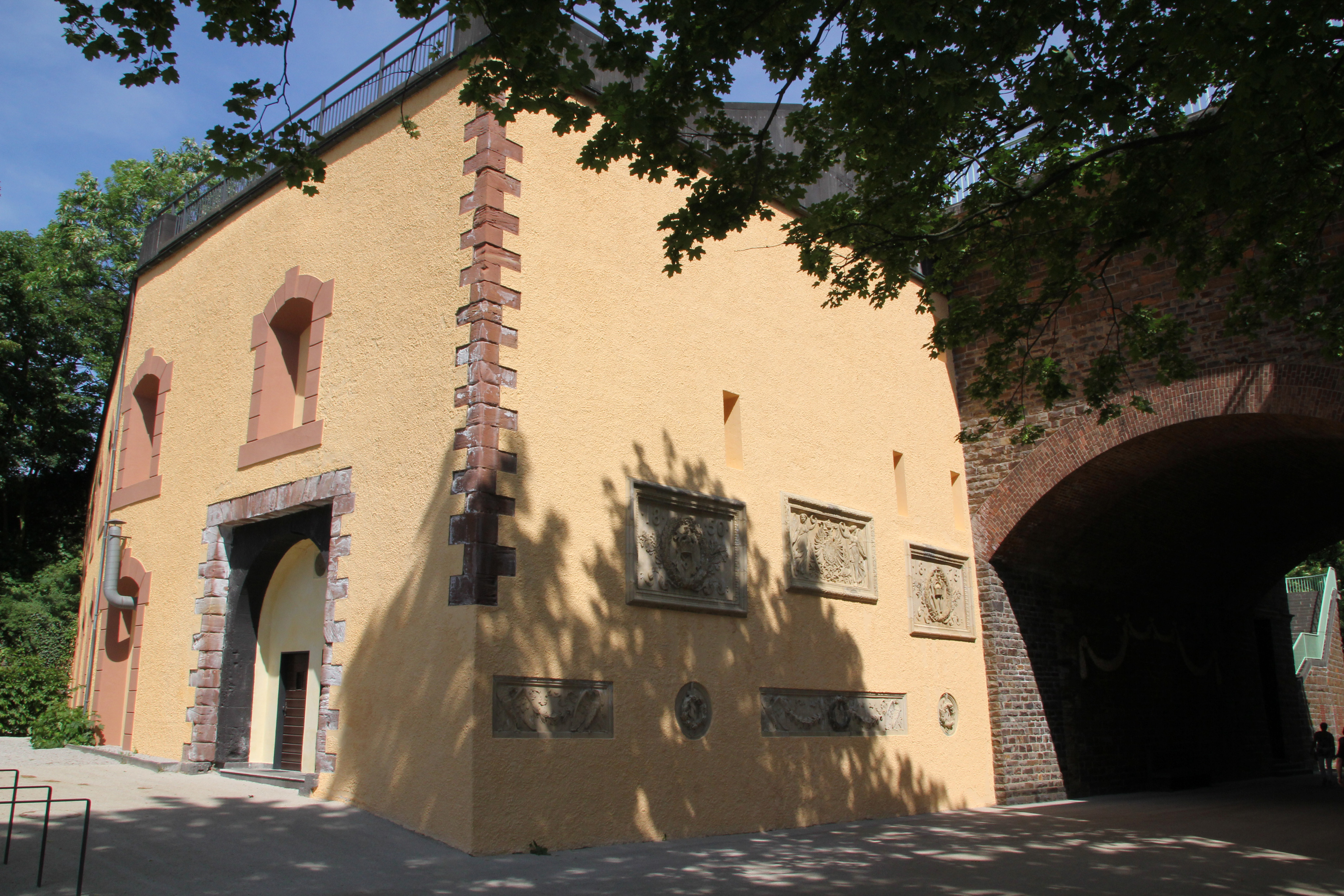
Rheinkasemattenkorps und Königshalle

Eine Stadtbefestigung in Koblenz gab es seit Beginn der römischen Besiedlung. Unter der Herrschaft der Erzbischöfe von Trier wurde sie im Mittelalter weiter ausgebaut. Anfang des 19. Jahrhunderts gaben die Preußen beim Bau der Festung Koblenz der Stadt eine neue und mächtige Stadtbefestigung. Aufgegeben wurde diese ab 1890 wegen der fortschreitenden Kriegstechnik.

## Römische Stadtbefestigung
Ein erstes Kastell wurde zur Zeit des Kaisers Augustus (27 v.–14 n. Chr.) am Zusammenfluss von Mosel und Rhein zur Sicherung der Rheinstraße Mainz-Köln-Xanten erbaut. Der erstmalige Nachweis dieses frührömischen Kastells gelang im November 2008, als man bei Bauarbeiten zur Bundesgartenschau 2011 an der Kastorkirche einen sensationellen Fund machte und einen antiken Graben entdeckte. Der vier Meter breite und immer noch 2,5 Meter tiefe Graben des 100 mal 100 Meter großen Kastells ist der fehlende Beweis für die frührömische Besiedlung von Koblenz, nach dem zuvor 150 Jahre lange vergebens im Bereich der Altstadt gesucht wurde. Die Römer nannten ihre Ansiedlungen „Apud Confluentes“, was so viel wie „Bei den Zusammenfließenden“ bedeutet.
Nach dem Fall des Limes ließ Kaiser Konstantin (306–337) den Bereich der heutigen Altstadt mit einem mächtigen Mauerring mit 19 Rundtürmen und einem festen Tor versehen. Die Fundamente der Alten Burg bestehen auch heute noch aus den Resten eines der Rundtürme. Weitere Reste befinden sich unter dem Chor der Florinskirche, beim Pfarrhaus Liebfrauen und teilweise noch in Wohnhäusern der Kornpfortstraße. Die römische Stadtmauer blieb noch bis ins Frühmittelalter erhalten. Bis heute zeugen Mauerreste und die Straßenzüge von Altengraben, Plan, Entenpfuhl, Kornpfortstraße in der Koblenzer Altstadt von der spätrömischen Befestigung.

## Kurtrierische Stadtbefestigung
Mit Beginn der Herrschaft der Erzbischöfe von Trier im 11. Jahrhundert schützte Koblenz die immer noch bestehende römische Stadtmauer. Unter Erzbischof Arnold II. von Isenburg begannen um 1250 die Arbeiten zur entscheidenden Erweiterung und Verstärkung der Stadtmauer, die jedoch hauptsächlich unter Erzbischof Heinrich II. von Finstingen in den Jahren 1276 bis 1289 ausgeführt worden sind. Die Alte Burg wurde gleichzeitig mit der neuen Stadtmauer angelegt, als Zwingburg gegen die nach mehr Unabhängigkeit strebenden Koblenzer Bürger. Mit Unterbrechungen wurde die neue Stadtmauer Anfang des 14. Jahrhunderts fertiggestellt. Die neue Stadtmauer schützte nun auch die Kastorkirche und die Niederlassung des Deutschen Ordens am Rhein. Direkt neben der Alten Burg wurde 1342 unter Erzbischof Balduin von Luxemburg mit dem Bau der Balduinbrücke über die Mosel begonnen. Erzbischof Otto von Ziegenhain schloss mit dem Bau des westlichen Rundturms und dem Brückentor zur Balduinbrücke die Burg in die starken neuen Befestigungsanlagen der Stadt ein. Der Verlauf der Mauer kennzeichnete die Eingrenzung der Stadt Koblenz bis ins 18. Jahrhundert, bis zum Bau des Kurfürstlichen Schlosses. Weiter verstärkt und befestigt wurde die Stadtmauer in den Jahren 1655 und 1734, zuletzt unter Mitwirkung des Baumeisters Balthasar Neumann.
Die Stadtmauer war ca. neun Meter hoch und einen Meter dick, verstärkt durch regelmäßige Rundbögen, versehen mit verschiedenen Türmen und Toren. Auf der Mauer befand sich ein Wehrgang. Sie verlief vom Ochsenturm an der Mosel (in Höhe der heutigen Moseleisenbahnbrücke) entlang der Weißergasse zur Löhrstraße / Fischelstraße, weiter durch das Kleinschmittsgäßchen entlang quer über den heutigen Zentralplatz (die Wasserturmsmauer war dort noch bis 1964 vorhanden) zur Schanzenpforte und von dort zum Eckturm am Rhein (etwa am heutigen Turm des Preußischen Regierungsgebäudes). Der Mauerzug entlang der Mosel war versehen mit der Linden-, Schwanen- und Kornpforte. Mit der Holz-, Juden- und Fährpforte wurden bis zur Alten Burg Teile der römischen Stadtmauer benutzt. Das wichtigste Landtor war das Löhrtor in Höhe Löhrstraße / Kleinschmittsgäßchen, welches 1390 zu einer Doppeltoranlage ausgebaut wurde.
An der Innenseite der Mauer wurden im Laufe der Zeit kleine Häuser angebaut; diese „Mauerhäuschen“ waren sehr bescheidene Gebäude, die zumeist von unteren sozialen Schichten bewohnt wurden. Das Letzte dieser Häuser (in der Straße „Schanzenpforte“) wurde erst in den 1990er Jahren abgebrochen und die Stadtmauer an dieser Stelle freigelegt. Erhalten sind von der mittelalterlichen Stadtmauer heute nur noch kurze Abschnitte in den Straßen Schanzenpforte und am Kleinschmittsgäßchen, sie sind wegen der umgebenden Bebauung aber nur teilweise sichtbar. Einen Eindruck von der Außenseite der ehemaligen Mauer vermittelt der am Kleinschmittsgässchen sichtbare Turm, der ab 2003 restauriert wurde und heute wieder einen originalgetreuen Verputz trägt. Das nach Abbruch des letzten Mauerhäuschens freigelegte Mauerstück an der Schanzenpforte lässt die Konstruktion des von einem Rundbogen getragenen Wehrganges auf der Innenseite erkennen.
Eine interessante Quelle zur Geschichte der mittelalterlichen Stadtmauer sind die im Stadtarchiv Koblenz aufbewahrten Baurechnungen.
Mit Bau des Kurfürstlichen Schlosses Ende des 18. Jahrhunderts und Schaffung der Neustadt wurde der östliche Teil der Stadtmauer abgebrochen. Nachdem die französische Revolutionsarmee im ersten Koalitionskrieg die Stadt Koblenz 1794 erobert hatte, wurden ihr sämtliche Festungsanlagen übereignet. Die kurtrierische Stadtmauer wurde zuvor fast vollständig niedergelegt.

## Preußische Stadtbefestigung
Im Zuge der Befreiungskriege annektierte Preußen 1814 die Stadt. Noch vor Ende des Krieges erging am 11. März 1815 die „Order zur Neubefestigung der Stadt Coblenz und der Festung Ehrenbreitstein“ durch König Friedrich Wilhelm III. Sofort begann der Aufbau verschiedener Schanzen auf der rechten Rheinseite. Erst nachdem die Annexion durch die Beschlüsse des Wiener Kongresses rechtskräftig geworden war, begann der eigentliche Auf- und Ausbau der Befestigungsanlagen.
Obwohl der preußische Innenminister Friedrich von Schuckmann und der Finanzminister Hans Graf von Bülow gemeinsam spezielle Bestimmungen erlassen hatten, wonach Grund und Boden für den Festungsbau nur gegen Entschädigungen übernommen werden sollten, gab es zahlreiche Beschwerden und Vorwürfe der Willkür, denen erst Einhalt geboten wurden, nachdem sich der Staatskanzler Fürst von Hardenberg persönlich dieser annahm. Dieser bestimmte u. a., dass die 1816 eingerichteten Entschädigungskommission nicht mehr vom überforderten Landrat Carl Burret (1761–1828) geleitet wurden, sondern im März 1818 der Regierungssekretär Ignaz Heil (~ 1775–1824) damit betraut wurde. Bis 1821 wurde für die Stadt Koblenz allein eine Entschädigungssumme von 113.186 Talern ermittelt. 1826 war die Entschädigung größtenteils geleistet. In den folgenden Jahren entstand die Festung Koblenz, eines der umfangreichsten Festungssysteme Europas, gebaut nach modernsten Erkenntnissen der so genannten „Neupreußischen“ oder „Neudeutschen Befestigungsmanier“.
Im preußischen Festungskonzept nimmt die Befestigung der Stadt Koblenz von Anfang an eine untergeordnete Rolle ein und lässt damit eine preußische Eigenart erkennen, die im Gegensatz zum barocken Festungsbau von Koblenz steht. Erst nachdem die wichtigen Positionen auf der Karthause (Feste Kaiser Alexander), dem Ehrenbreitstein (Festung Ehrenbreitstein) und in Lützel (Feste Kaiser Franz) einen ersten Ausbaustand erreicht hatten, begann man im März 1819 mit der Stadtumwallung. Beim Moselanschluss blieb man bei den kurtrierschen Vorgaben (in Höhe Saarplatz), deren Reste man hier teils integrierte und zog den Wall, bestehend aus 6 ausspringenden Winkeln bis zum Rhein südlich des Schlosses (heute Auffahrt Pfaffendorfer Brücke). Drei mehrgeschossige Kasemattenbauten nahmen Toranlagen am Rheinanschluss sowie Mainzer Straße und Löhrstraße auf. Ein weiteres Walltor gab es bei der Weißergasse, wo auch eine erhöhte Geschützstellung (Kavalier) bestand. Die mächtigen Kasemattenbauten dienten als Kasernen und ließen sich mit Geschützen verteidigen. Der ca. 13 Meter hohe und 40 Meter breite Erdwall hatte eine freistehende Grabenmauer und im vorliegenden bis 20 Meter breite Graben standen Verteidigungsbauten (Kaponniere). Zur Stadtbefestigung wird auch die Moselweißer Schanze (früherer Name: Fort Blücher) gerechnet. Mit der Rheinanschlusskaserne, der Mainzertor-Kaserne und der Löhrtor-Kaserne nahmen die drei großen Walltoranlage nach Fertigstellung der preußischen Stadtbefestigung Unterkünfte für Soldaten auf.
Die Ausführung war charakteristisch für die preußische Festungsbauinnovation. Mit ihrer Neubewertung des fortifikatorischen Instrumentariums trugen die preußischen Ingenieure im 19. Jahrhundert wesentlich zur Reform im internationalen Festungsbau bei. Entlang der Flussufer wurde die Stadt mit einer mehreren Meter hohen, mit Schießscharten versehenen, Mauer repräsentativ ausgestaltet. Die Moselmündung wurde im Bereich der Deutschordenskommende durch Kasematten verstärkt. Mit dem Bau der Rheineisenbahn wurde 1857 der Wall erstmals durchbrochen. Die nach Plänen von Hartwich und Schwarz errichtete Moseleisenbahnbrücke berücksichtigte die militärischen Vorgaben, wovon noch die vorhandenen Reste der Brückentürme zeugen. Gleiches gilt für die 1862–1864 hergestellte Rheineisenbahnbrücke (Pfaffendorfer Brücke).
An der Errichtung der preußischen Stadtbefestigung waren nachfolgende Ingenieur-Offiziere in der Aufbauphase bis etwa 1832 beteiligt:
- Gustav (Carl) Angell (* etwa 1792; † 21. Januar 1865), 1816 als schwedischer Hauptmann ins preußische Ingenieur-Korps gekommen, 1821 in Koblenz (Stadtbefestigung), zuletzt Major und Platz-Ingenieur in Silberberg, 1847 verabschiedet.
- August Wilhelm Beyse
- Franz Xaver Cornely
- Ernst Heinrich Theodor von Dechen
- August Ewald (* 4. Mai 1793 in Küstrin; † 5. Mai 1868 in Küstrin), 1815 aus der kurmärkischen Landwehr ins preußische Ingenieur-Korps gekommen, 1818–1819 in Koblenz ((System Franz), Stadtbefestigung), später Platz-Ingenieur in Thorn, 1850 als Oberstleutnant verabschiedet.
- Ferdinand Koehler
- Adam Gottfried Naumann
- Wilhelm von Prittwitz
- Friedrich (Wichard Heinrich) Freiherr von Reitzenstein (* 1. Januar 1798 in Berlin; † 22. April 1843 in Spandau), 1816 aus dem Grenadier-Regiment Nr. 11 ins preußische Ingenieur-Korps gekommen, 1826–1828 in Koblenz (Stadtbefestigung), zuletzt Hauptmann und Platz-Ingenieur in Spandau, 1843 als Major verabschiedet.
- Otto Albert von Scheel
- Friedrich Blecken von Schmeling
- Heinrich Ferdinand Schuberth
- Friedrich (August Ernst) von Studnitz (* 16. Februar 1796 in Grünberg in Schlesien; † 9. September 1866 in Frankfurt (Oder)), 1812 ins preußische Ingenieur-Korps gekommen, 1820–1822 in Koblenz (Stadtbefestigung), zuletzt Oberst und Kommandant von Torgau, als Generalmajor 1859 verabschiedet.[6]

## Ende der Stadtbefestigung

### Mangel an Bauplätzen
Bereits 1835 wies die Handelskammer in einem Jahresbericht auf den Mangel an städtischen Bauplätzen wegen der engen Stadtbefestigung hin. Da im äußeren Festungsbezirk (außerhalb der Stadtmauer) nicht gebaut werden durfte, stiegen die Mieten für die wenigen vorhanden großen Plätze rapide an, welche dem wachsenden Gewerbe Fesseln anlegte. Eine vom Stadtrat und der Handelskammer eingebrachte Eingabe an den König wurde 1866 abgelehnt. Erst die Reichs-Rayongesetze von 1871 erlaubten die Errichtung von Fachwerkhäusern mit dünnen Wänden ab 600 m Entfernung von der Stadtmauer. Ein Ortsstatut vom 17. Juli 1878 verbot aber auch diese Möglichkeit.
Erst mit Amtsantritt von Oberbürgermeister Emil Schüller im Jahr 1888 änderte sich die Lage, da er die Niederlegung der Stadtmauer kontinuierlich vertrat und beim Kriegsminister Heinrich von Goßler forderte. Die erste Bresche in der Stadtmauer entstand, als das Mainzer Tor im Frühjahr 1889 niedergelegt wurde. Das Weiser Tor und das Schiffertor an der Rheinschiffbrücke folgten im selben Jahr.
Nachdem das Kriegsministerium ebenfalls 1899 die Absicht äußerte, die Stadtmauern an Rhein- und Moselufer an die Stadt verkaufen zu wollen, ersuchte die Stadtversammlung den Kölner Stadtbaumeister Josef Stübben, einen Stadterweiterungsplan aufzustellen. Oberbürgermeister Schüller reichte diesen im Frühjahr 1890 beim Kriegsministerium ein. Eine Kabinettsorder vom 13. März verfügte dann die langersehnte Aufgabe der Stadtbefestigung; lediglich die Baubeschränkungen um das Fort Großfürst Konstantin und die Feste Kaiser Alexander im Stadtteil Karthause blieben bestehen.
Noch im selben Jahr erwarb die Stadt die Stadtmauern Rhein und Mosel zwischen Deutschem Eck und Rheinkavalier bzw. Bassenheimer Hof für 14.842 Mark. Die Bezeichnung Deutsches Eck galt damals noch für die Deutschordenskommende und die Basilika St. Kastor. Weitere Käufe folgten bis 1896.

### Abriss der Stadtbefestigung
Die Stadtmauer entlang Rhein und Mosel wurde ab 1890 abgebrochen, während der übrige Wall und die Festungsanlagen ab 1896 folgten. Da auch das Bebauungsverbot vor der Stadtmauer fiel, konnte das Siedlungsgebiet erstmals aus den engen Stadtgrenzen ausbrechen. Südlich des Walls entstand die Südliche Vorstadt. Die Rheinanlagen wurden bis zum Deutschen Eck verlängert und mit Verwaltungs- und Hotelgebäuden bebaut. Heute verlaufen Mosel- und Friedrich-Ebert-Ring im Bereich des ehemaligen Walls. In Höhe des Löhrtors entstand ab 1900 die Herz-Jesu-Kirche. Nach einer Spende von 100.000 Mark von Julius Wegeler entstand im Bereich des ehemaligen Mainzer Tors ab 1898 die Städtische Festhalle.
In Überresten ist noch ein Stadttor des Rheinkasemattenkorps erhalten. Das Gebäude steht beim Weindorf und dient als Unterbau der Pfaffendorfer Brücke. Die Geschützscharten sind nachträglich vergrößert und zugesetzt worden. Vom Moselanschluss gibt es noch Ufermauern (Saarplatz), die in größeren Partien aus vorpreußischer Zeit stammen. Sichtbar sind geringe Teile des Stadtwalls (im Bereich Moselring 8) und vom Moselbrückentor. Vorhanden sind die Befestigung bei der Deutschordenskommende und die krenelierte Mauer am Kurfürstlichen Schloss. Diese Mauer wurde 2009 bei Bauarbeiten zur Bundesgartenschau 2011 an zwei Stellen durchbrochen. Damit wurde eine Achse vom neuen Schienenhaltepunkt Koblenz Stadtmitte über die Schlossstraße durch das Schloss selbst zum Rhein hin geschaffen.
Auf dem nach dem Zweiten Weltkrieg entstandenen Zentralplatz wurde 1964 die Wasserturmsmauer abgebrochen, ein noch vorhandener Teil der mittelalterlichen Stadtmauer. Heute ist am Altlöhrtor noch ein mittelalterlicher Wehrturm von 1276 und in der Schanzenpforte ein Abschnitt der Stadtmauer aus dem 13. Jahrhundert erhalten geblieben.
Im Zuge der Neufassung des Rheinland-Pfälzischen Denkmalschutzgesetzes 2008 sind alle Reste der Koblenzer Stadtbefestigung als geschütztes Kulturdenkmal in die Denkmalliste des Landes Rheinland-Pfalz aufgenommen worden.

## Denkmalschutz
Die Überreste der Stadtbefestigung sind ein geschütztes Kulturdenkmal nach dem Denkmalschutzgesetz (DSchG) und in der Denkmalliste des Landes Rheinland-Pfalz eingetragen. Sie liegen verteilt im Stadtgebiet.
Seit 2002 sind die Überreste der Stadtbefestigung Teil des UNESCO-Welterbes Oberes Mittelrheintal.